# Palacio de Deportes de Gijón
El Palacio de Deportes de Gijón, también conocido como Palacio de Deportes de La Guía, es un estadio cubierto, propiedad del ayuntamiento de Gijón, ubicado en Gijón (Asturias) España. Desde 2014, oficialmente se denomina Palacio de Deportes Presidente Adolfo Suárez.
Es obra del arquitecto Salvador Pérez Arroyo, y es un ejemplo de las posibilidades constructivas que ofrece el acero, material clave en el importante sector siderúrgico de la región.
Está situado en el Paseo del Doctor Fleming del barrio de la La Guía, en Somió, y cuenta con los siguientes equipamientos:
- Pista central con un aforo máximo de 7000 espectadores (5.197 de asiento)
- Pista auxiliar con un aforo de 500 espectadores sentados
- Sala de artes marciales o tatami
- Sala de haltelofilia
- Sala musculación
- Pistas de squash
- Sala de billar
- Sala de boxeo
- Sala de esgrima
- Cafetería. Sala vip
- Vestuarios: 10 de equipos y cuatro de árbitros
- Aparcamientos: 2000 turismos y 50 autocares.

## Historia
Se inauguró el 16 de mayo de 1992 con un concierto de Luciano Pavarotti. 

## Usos
En el Palacio de Deportes de Gijón disputaba sus partidos oficiales el Gijón Baloncesto. Actualmente es la cancha de la Agrupación Balonmano Gijón Jovellanos además de los equipos de baloncesto de la ciudad, el  Gijón Basket, el Círculo Gijón Baloncesto y Conocimiento y el CDB Fodeba.
Ha sido la sede de las fases finales de la Copa de Europa de hockey sobre patines femenino en 2010, 2017 y 2022, así como del Gijón Open de tenis.
También se han celebrado conciertos de Sting, Isabel Pantoja, Elton John, Gloria Stefan, BB King, Tom Jones, Iron Maiden, Lenny Kravitz, Santana, Pitbull, Joaquín Sabina, Extremoduro, Mark Knopfler, Scorpions, Bob Dylan y Víctor Manuel y Ana Belén; y espectáculos como el Cirque du Soleil o los Harlem Globetrotters.
Durante la Pandemia de COVID-19 en España se utilizó como lugar de vacunación del Área V del Servicio de Salud del Principado de Asturias.